# Lan Hanyu
Dans ce nom chinois, le nom de famille, Lan, précède le nom personnel.
Pour les articles homonymes, voir Lan.
Lan Hanyu (chinois : 兰涵钰), née le 7 juillet 2007 dans la province du Shaanxi, est une athlète handisport chinoise concourant en T34 pour les athlètes ayant des handicaps au niveau des bras ou des jambes et concourant en fauteuil roulant.

## Carrière
Aux Championnats du monde 2024, Lan Hanyu remporte la médaille d'argent du 800 m T34, douze secondes derrière la Britannique Hannah Cockroft. Quelques mois plus tard, elle termine sur la troisième marche du podium du 100 m T34 en 18 s 45 derrière les Britannique Cockroft et Karé Adenegan.